# 増田俊康
増田 俊康（ますだ しゅんこう、1970年4月8日 - ）は、日本の僧侶（真言宗）。大道芸人PRINCOちゃん。千葉県流山市の真言宗豊山派圓東寺（円東寺）住職。保護司

## 著作
- 『そっと後押しきょうの説法』其の一から其の四（共著）幻冬舎
- 『答えにくい子どもの「なぜ」のお釈迦さまならこういうね！』主婦と生活社、2015年
- 『hasunoha お坊さんお悩み相談室』（共著）小学館集英社プロダクション、2016年
- 『スター坊主めくり　僧侶31人による仏教法語集』（共著）便利堂、2019年